# Ofiary wojny
Ofiary wojny lub Wojenne straty (ang. Casualties of War) – amerykański dramat wojenny z 1989 w reżyserii Briana De Palmy. Scenariusz oparto na faktycznych wydarzeniach dotyczących Incydentu na Wzgórzu 192 z 1966 roku mającego miejsce podczas wojny w Wietnamie opisanej w książce Daniela Langa. W rolach głównych wystąpili Michael J. Fox i Sean Penn.

## Obsada
- Sean Penn jako sierżant Tony Meserve
- Michael J. Fox jako szeregowiec Max Eriksson
- Don Harvey jako kapral Thomas E. Clarke
- John C. Reilly jako szeregowiec Herbert Hatcher
- John Leguizamo jako szeregowiec Antonio Diaz
- Thuy Thu Le jako Oanh
- Erik King jako kapral „Brownie„ Brown
- Jack Gwaltney jako Rowan
- Ving Rhames jako porucznik Reilly
- Dan Martin jako Hawthorne
- Dale Dye jako kapitan Hill
- Steve Larson jako pierwszy Agent
- John Linton jako drugi Agent
- Vyto Ruginis jako oskarżyciel
- Al Shannon jako Wilkins
- Wendell Pierce jako MacIntire
- Sam Robards jako Chaplain Kirk
- Maris Valainis jako Streibig
- Darren E. Burrows jako Cherry
- Sherman Howard jako prezes trybunału
- John Marshall Jones jako M.P.
- Holt McCallany jako porucznik Kramer
- Kady Tran jako Yen
- Scott Gregory jako pierwszy żołnierz Charlie
- Ennalls Berl jako drugi żołnierz Charlie
- Stephen Baldwin jako żołnierz
- Amy Irving jako głos dziewczyny w pociągu

## Plenery
- Sceny na moście kręcono w Kanchanaburi w Tajlandii, w tym samym miejscu, gdzie zlokalizowany był Most na rzece Kwai.